# Ветлан
Ветлан — скальное обнажение на реке Вишере в 8 км от города Красновишерска в Пермском крае, Россия. Геолого-геоморфологический объект, представляющий собой почти отвесную систему утёсов, начинающуюся на высоте 40—50 м от уреза реки с наивысшей точкой 263 метра над уровнем моря и общей протяжённостью 1750 м. Отметка уреза реки у подножия скалы — 121,4 м над уровнем моря.

## Растительность
В окрестностях Ветлана отмечено 18 видов сосудистых растений, занесённых в Красную книгу Пермского края. Представляет значительный ботанико-географический, археологический и научно-познавательный интерес.
На вершину камня ранее вела оборудованная смотровыми площадками деревянная лестница из порядка 700 ступенек, построенная в 2003 году. Весной 2016 года лестница была полностью демонтирована в связи с произошедшим в январе 2016 года несчастным случаем при спуске жительницы Соликамска. Восстанавливать лестницу не планируется. С Ветлана открывается вид на реку Вишеру и Полюдов Камень.

## Малый Ветлан
Камень Малый Ветлан расположен в 1 км от охраняемого ландшафта «Ветлан». Уникальность камня связана с пещерами, представляющими интерес как объекты для археологических и палеонтологических исследований. В осадочных породах, образующих камень, встречается большое количество окаменелостей древних животных. На вершине камня в большом количестве встречается внесённый в Красную книгу Пермской области пион уклоняющийся.
С Малого Ветлана открывается вид на камни Ветлан и Кедровец.

## Топографические карты
- Лист карты P-40-127,128 Красновишерск. Масштаб: 1 : 100 000. Состояние местности на 1982 год. Издание 1988 г.